# Fritz Schindler (Flugakrobat)

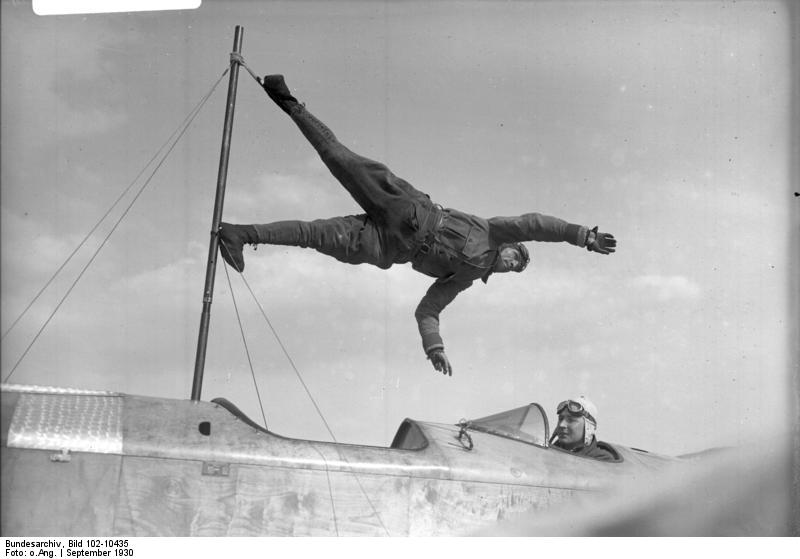
Flugakrobat Schindler

Fritz Schindler (* 11. August 1891 in Karlsruhe; † 18. September 1930 in Böblingen) war ein deutscher Flugakrobat.

## Leben
Fritz Schindler war in Zeiten der Weimarer Republik für die in Böblingen gegründete und ab 1929 in Freiburg im Breisgau ansässige Firma Schindler-Flug als Technischer Leiter tätig. Neben Linienflügen bot das Unternehmen „Luftakrobatik“ an, besonders gefragt an den zahlreichen Flugtagen der damaligen Zeit. Fritz Schindler wurde als Luftakrobat bekannt, er trat beispielsweise auf Veranstaltungen in Baden-Baden, Bad Waldsee, Berlin, Böblingen, Mannheim, Riedlingen, Pforzheim und St. Moritz auf.
Am 18. September 1930 kamen Schindler und drei andere Beteiligte, darunter Walter Spengler, bei der Probe zu einer neuen Flugakrobatiknummer bei einem Umsteigemanöver am Flughafen Böblingen ums Leben. Man wollte in etwa 300 bis 400 Meter Flughöhe mit einer Stahlleiter von einer fliegenden Maschine in ein anderes Flugzeug umsteigen. Das Kunststück gelang. Als Schindler bereits die fünfte Sprosse der Leiter erklommen hatte, sah er, dass das Flugzeug absackte und zur Seite kippte. Schindler sprang von der Leiter in die Tiefe und zog die Reißleine seines Fallschirms. Die beiden Flugzeuge kollidierten. Eine der abstürzenden Maschinen streifte Schindlers Fallschirm und zerriss ihn. Das tragische Unglück wurde von dem Kameramann Albert Kling im Film festgehalten.
Die Folge war ein generelles Verbot der Luftakrobatik im Deutschen Reich.
Er war verlobt mit der Fallschirmpilotin Hedy Schumann, die er 1930 heiraten wollte. Sie heiratete ein Jahr später Kameramann Kling.